# Wicfrido di Colonia
Wicfrido, chiamato anche Wichfri(e)d o Wigfri(e)d, (900 circa – 9 luglio 953) della stirpe dei Girardidi fu arcivescovo dell'arcidiocesi di Colonia dal 924 fino alla sua morte.

## Biografia
Wicfrido era figlio del conte Gerardo I di Metz e di Oda di Sassonia; quest'ultima era una figlia di Ottone l'Illustre, duca di Sassonia della stirpe dei Liudolfingi. Quindi era nipote di re Enrico I. Suo fratello minore era il conte palatino Goffredo di Jülich. Wicfrido era arcicappellano e arcicancelliere sotto Ottone il Grande.
L'arcivescovo Wicfrido apparteneva al capitolo della cattedrale di Colonia prima della sua elezione nel 924.  È possibile che avesse solo 25 anni quando è stato eletto. Il 29 luglio 927 l'arcivescovo Wicfrido donò la vicina chiesa di Santa Maria con tutte le sue entrate al monastero di Sant'Orsula a Colonia. Prese parte all'incoronazione di Ottone I a re ad Aquisgrana nel 936, ma non fu in grado di far valere il suo diritto all'incoronazione come metropolita, così i tre arcivescovi di Treviri, Colonia e Magonza eseguirono l'incoronazione insieme. Wicfrido fu il primo vescovo di Colonia ad emettere documenti formali in pergamena basati sul modello reale.
In un documento di Wicfrido, il Bayenturm è menzionato per la prima volta con i confini della parrocchia di San Severino. Nel 935, l'arcivescovo Wicfrido donò la tenuta di Rurdorf all'abbazia di Sant'Orsola di Colonia. Il 9 settembre 941 l'arcivescovo Wicfrido donò al monastero di Santa Cecilia di Colonia le decime della curtis di Cantenich e delle cascine di Rondorf, Hünningen, Bocklemündt, Frechen, la chiesa con le decime di Brenig a Bonn e il vino e le viti di Rhens. Wicfrido donò altri beni secolari a monasteri, conventi e abbazie. Il monastero di Orsola fu oggetto di donazioni nel 941. Il 29 maggio 950, seguì un luogo chiamato Hubbelrath, la metà del quale andò all'abbazia di Sant'Orsula.
Morì dopo una lunga malattia il 9 luglio 953 e fu sepolto a San Gereone. Gli successe Bruno, il fratello del re Ottone I.

## Ascendenza
|                      |                      |                    | Genitori              |  |  | Nonni |  |  | Bisnonni               |  |  | Trisnonni            |  |
|                      |                      |                    |                       |  |  |       |  |  | Adalardo il Siniscalco |  |  | Leotardo I di Parigi |  |
|                      |                      |                    |                       |  |  |       |  |  | Adalardo il Siniscalco |  |  | Leotardo I di Parigi |  |
|                      |                      | Grimilde           |                       |  |  |       |  |  | Adalardo il Siniscalco |  |  |                      |  |
| Adalardo II di Metz  |                      |                    |                       |  |  |       |  |  | Adalardo il Siniscalco |  |  |                      |  |
|                      |                      | …                  | …                     |  |  |       |  |  |                        |  |  |                      |  |
|                      |                      | …                  | …                     |  |  |       |  |  |                        |  |  |                      |  |
|                      |                      | …                  | …                     |  |  |       |  |  |                        |  |  |                      |  |
| Gerardo I di Metz    |                      | …                  |                       |  |  |       |  |  |                        |  |  |                      |  |
|                      |                      | …                  | …                     |  |  |       |  |  |                        |  |  |                      |  |
|                      |                      | …                  | …                     |  |  |       |  |  |                        |  |  |                      |  |
|                      |                      | …                  | …                     |  |  |       |  |  |                        |  |  |                      |  |
| …                    |                      | …                  |                       |  |  |       |  |  |                        |  |  |                      |  |
|                      |                      | …                  | …                     |  |  |       |  |  |                        |  |  |                      |  |
|                      |                      | …                  | …                     |  |  |       |  |  |                        |  |  |                      |  |
|                      |                      | …                  | …                     |  |  |       |  |  |                        |  |  |                      |  |
| Wicfrido di Colonia  |                      | …                  |                       |  |  |       |  |  |                        |  |  |                      |  |
|                      | Liudolfo di Sassonia | Bruno di Sassonia  |                       |  |  |       |  |  |                        |  |  |                      |  |
|                      | Liudolfo di Sassonia | Bruno di Sassonia  |                       |  |  |       |  |  |                        |  |  |                      |  |
|                      | Liudolfo di Sassonia | Gisla di Verla     |                       |  |  |       |  |  |                        |  |  |                      |  |
| Ottone I di Sassonia | Liudolfo di Sassonia |                    |                       |  |  |       |  |  |                        |  |  |                      |  |
|                      |                      | Oda di Billung     | Billung               |  |  |       |  |  |                        |  |  |                      |  |
|                      |                      | Oda di Billung     | Billung               |  |  |       |  |  |                        |  |  |                      |  |
|                      |                      | Oda di Billung     | …                     |  |  |       |  |  |                        |  |  |                      |  |
| Oda di Sassonia      |                      | Oda di Billung     |                       |  |  |       |  |  |                        |  |  |                      |  |
|                      |                      | Enrico di Sassonia | Enrico I di Sassonia  |  |  |       |  |  |                        |  |  |                      |  |
|                      |                      | Enrico di Sassonia | Enrico I di Sassonia  |  |  |       |  |  |                        |  |  |                      |  |
|                      |                      | Enrico di Sassonia | Matilde di Ringelheim |  |  |       |  |  |                        |  |  |                      |  |
| Edvige di Babenberg  |                      | Enrico di Sassonia |                       |  |  |       |  |  |                        |  |  |                      |  |
|                      |                      | Ingeltrude         | Eberardo del Friuli   |  |  |       |  |  |                        |  |  |                      |  |
|                      |                      | Ingeltrude         | Eberardo del Friuli   |  |  |       |  |  |                        |  |  |                      |  |
|                      |                      | Ingeltrude         | Gisella               |  |  |       |  |  |                        |  |  |                      |  |
|                      |                      | Ingeltrude         |                       |  |  |       |  |  |                        |  |  |                      |  |